# Визуализация информации

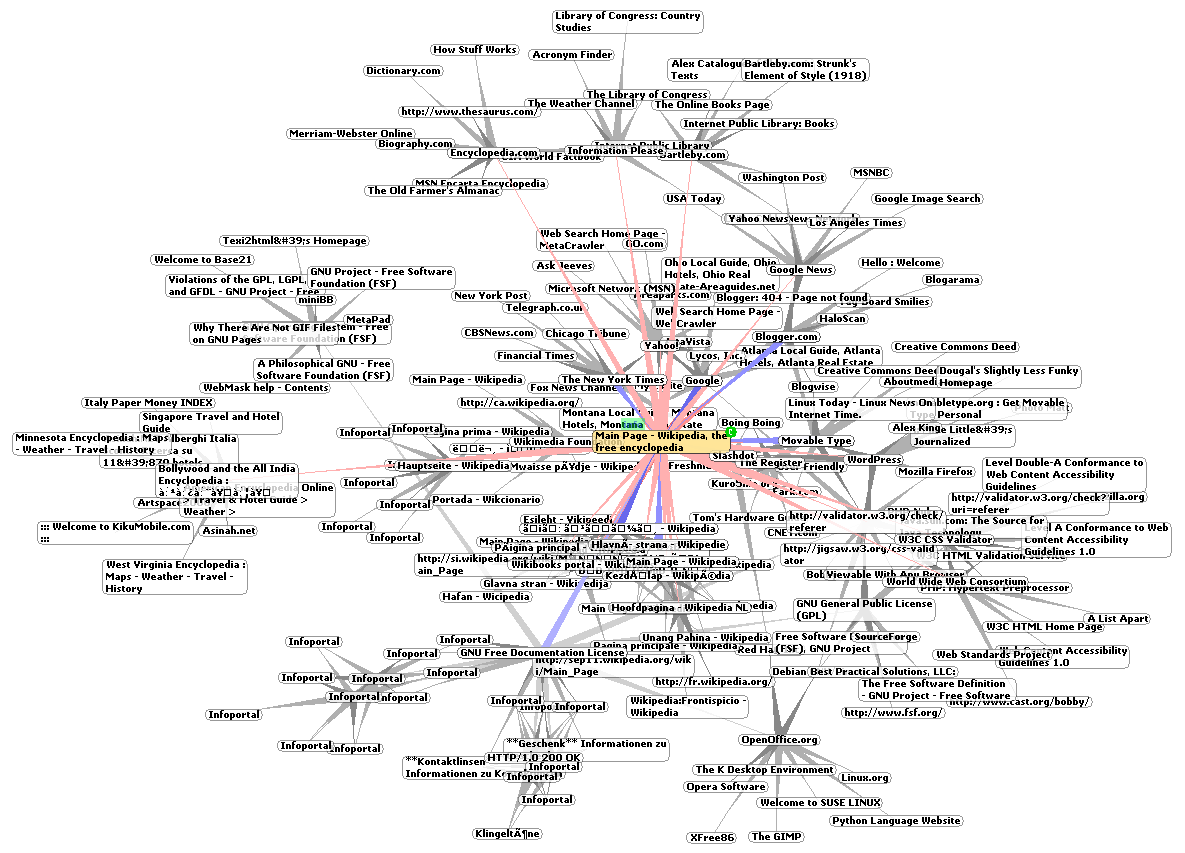
Графическое представление минутного снимка всемирной паутины, демонстрирующее гиперссылки

Визуализация информации — это научная и инженерная дисциплина, направленная на поиск и реализацию форм и способов визуального (в том числе интерактивного) представления абстрактных данных для облегчения их  восприятия человеком. Абстрактные данные включают как числовые, так и нечисловые данные, такие как текст и географическая информация. Визуализацию информации следует отличать от научной визуализации — «для визуализации информации пространственное представление выбирается, а при научной визуализации пространственное представление задано».

## Обзор

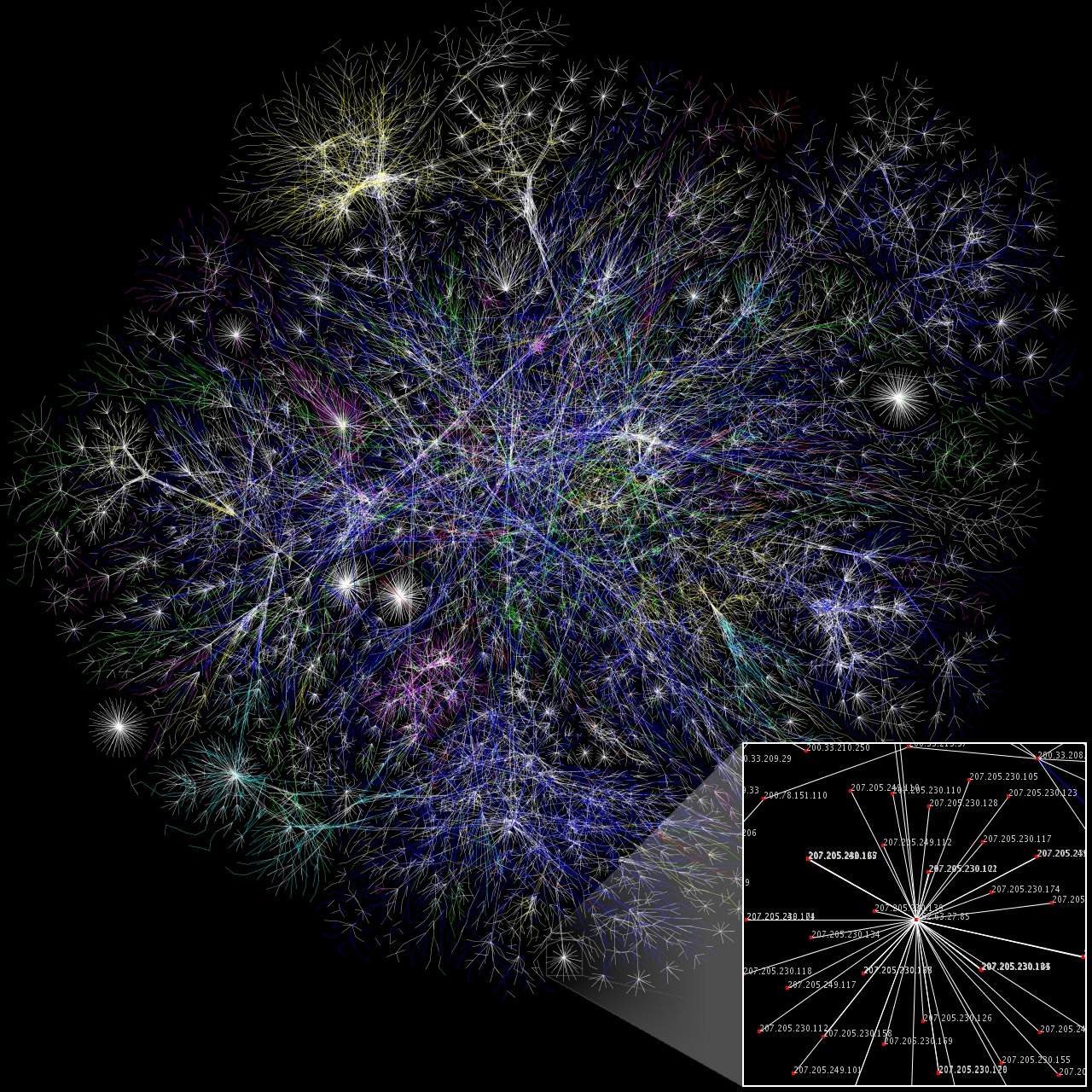
Часть карты интернета в начале 2005, каждая линия представляет два IP-адреса, и некоторую задержку между этими двумя узлами.

Область визуализации информации появилась «из исследований в областях человеко-компьютерного взаимодействия, информатики, графики, визуального проектирования, психологии и  бизнес-процессов. Эта область во всё возрастающей степени применяется как критическая компонента в научных исследованиях, электронных библиотеках, data mining, анализе финансовых данных, изучении рынка, управлении производством и изыскании лекарственных средств».
Визуализация информации предполагает, что «визуальное представление и техники взаимодействия извлекают пользу от широкого канала передачи информации из человеческого глаза в мозг, что позволяет пользователю видеть, исследовать и понимать большой объём информации разом. Визуализация информации фокусируется на создании подходов для доставки абстрактной информации интуитивно понятными путями».
Анализ данных является неотъемлемой частью всех прикладных исследований и задач в производстве. Наиболее фундаментальными подходами к анализу данных являются визуализация (гистограммы, диаграммы рассеяния, изображение поверхностей, деревья, графики параллельных координат и т.д.), статистика (проверка статистических гипотез, регрессия, PCA и т.д.), data mining (ассоциативная обработка и др.) и методы машинного обучения (кластеризация, классификация, дерево решений и т.д.). Среди этих подходов  визуализация информации или визуальный анализ данных наибольшим образом опирается на когнитивные навыки человеческого анализа и позволяет обнаружение неструктурированной полезной информации, которая ограничена только человеческим воображением и креативностью. Исследователь не обязан изучать какие-либо изощрённые методы, чтобы иметь возможность интерпретировать визуализацию данных. Визуализация информации служит также схемой выдвижения гипотез, которые, как правило, вытекают из последующего формального аналитического рассмотрения, такого как статистическая проверка гипотез.

## История
Современное изучение визуализации началось с компьютерной графики, которая «с самого начала использовалась для изучения научных проблем. Однако в ранние дни недостаточная мощность графики часто сдерживала использование. Недавний взлёт визуализации начался в 1987 со специального выпуска журнала Scientific Computing, посвящённого компьютерной графике для визуализации. С тех пор состоялись несколько конференций и симпозиумов, спонсированных Компьютерной Ассоциацией IEEE и ACM SIGGRAPH». Они были посвящены основным темам визуализации данных, визуализация информации и научной визуализации и более узким темам, таким как объёмная визуализация.

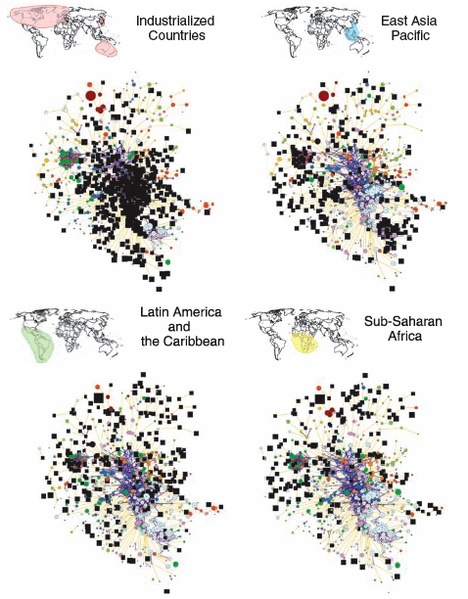
, предназначенная для показа экономической сложности данной экономики

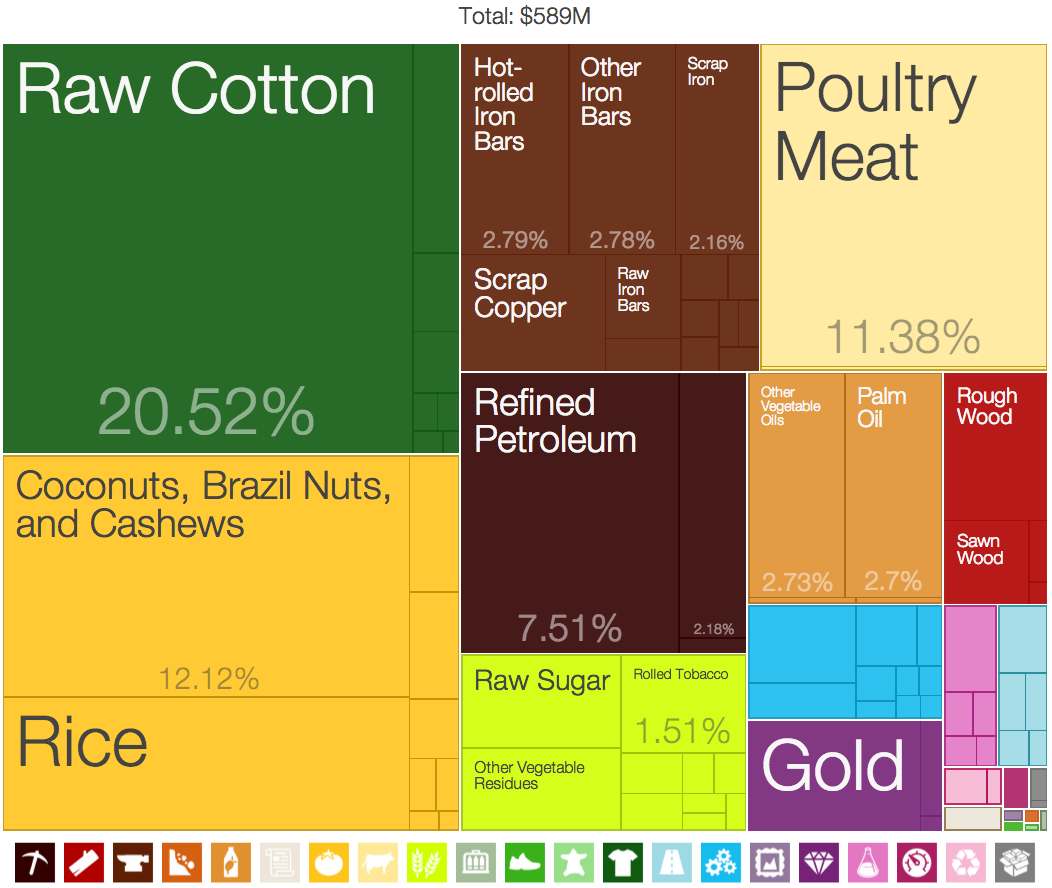
Дерево экспорта Бенина (2009) по категориям продуктов. Древовидная карта экспорта продуктов является одной из недавнего приложения этого вида визуализации, созданная программой в содружестве Гарварда и МТИ

В 1786 году Уильям Плейфэр опубликовал первое графическое представление.

## Специфичные методы и техники
- Картограмма
- Кладограмма (филогенез)
- Представление концепций в графическом виде
- Древовидная схема (классификация)
- Эталонная модель визуализации информации[англ.]
- Визуализация графов
- Тепловая карта
- Гиперболическое дерево
- Многомерное шкалирование
- Параллельные координаты[англ.]
- Проблемная среда[англ.]
- Treemapping[англ.]

## Приложения
Визуализация информации имеют приложение в таких областях как
- Научные исследования
- Электронные библиотеки
- Data mining
- Инфографика
- Анализ  финансовых данных
- Здравоохранение[5]
- Исследование рынков
- Производственное планирование[англ.]
- Криминальная картография[англ.]
- eGovernance[англ.]

## Организации
Достойные внимания академические и индустриальные лаборатории в этой области:
- Adobe Research
- IBM Research[англ.]
- Google Research
- Microsoft Research
- Panopticon Software[англ.]
- Scientific Computing and Imaging Institute[англ.]
- Tableau Software
- Лаборатория человеко-машинного взаимодействия университета Мэриленд[англ.]
- VVI[англ.]

Конференции в этой области по степени важности в исследовании визуализации данных
- IEEE Visualization[англ.]: Ежегодная международная конференция по научной визуализации, визуализации информации и визуального анализа. Конференция проводится в октябре.
- ACM SIGGRAPH: Ежегодная международная конференция по компьютерной графике, проводимая ACM SIGGRAPH. Дата конференции не постоянна.
- EuroVis: Ежегодная общеевропейская конференция по визуализации данных, которую проводит Рабочая Группа Еврографики по Визуализации Данных (англ. Eurographics Working Group on Data Visualization) и поддерживается IEEE Комитетом по Визуализации и Технической Графике (англ. IEEE Visualization and Graphics Technical Committee, IEEE VGTC). Конференция обычно проводится в июне.
- Конференция по Человеческим Факторам в Вычислительных Системах (англ. Conference on Human Factors in Computing Systems): Ежегодная международная конференция по человеко-компьютерному взаимодействию, организуемая  ACM SIGCHI[англ.]. Конференция обычно проводится в апреле или мае.
- Eurographics: Ежегодная общеевропейская конференция по компьютерной графике, организуемая Европейской Ассоциацией по Компьютерной Графике (англ. European Association for Computer Graphics). Конференция обычно проводится в апреле или мае.
- PacificVis: Ежегодный симпозиум по визуализации, проводимый в Азиатско-тихоокеанском регионе. Симпозиум спонсируется IEEE Комитетом по Визуализации и Технической Графике. Конференция обычно проводится в марте или апреле.